# Krøderen Station
Krøderen Station (Krøderen stasjon) er endestation for Krøderbanen fra Vikersund. Den ligger i Krødsherad kommune i Norge.
Stationen åbnede sammen med banen 28. november 1872. Den ligger ved den sydlige ende af indsøen Krøderen, og indtil 1925 var det muligt at skifte til skibstrafikken på søen her. Persontrafikken på banen blev indstillet 19. januar 1958, og 1. marts 1986 blev den nedlagt. Derefter blev den omdannet til veteranbane. Om sommeren kører Norsk Jernbaneklubb med veterantog på banen mellem Vikersund og Krøderen.
Stationsbygningen blev opført i 1872 efter tegninger af Georg Andreas Bull. Fra begyndelsen havde stationen desuden et pakhus og en bygning med fire tjenesteboliger. Senere fik stationen også remise, drejeskive og vandtårn. Stationen ejes siden 1986 af Stiftelsen Krøderbanen. Den er fredet sammen med de nærmeste 2,4 km af banen.
Stationen blev benyttet som Olderdalen Station (Olderdalen stasjon) i musicalfilmen Bør Børson Jr. fra 1974.